# Seznam osebnih imen na S
Seznam osebnih imen, ki se pričnejo s črko S.

## Seznam

### Sa
- Sara, žensko ime
- Sabi
- Sabin
- Sabina
- Sabine
- Sabrina
- Sadhbh
- Safet
- Safeta
- Sajra
- Salomon
- Sam
- Samanta
- Samantha
- Sami
- Samir
- Samira
- Samo
- Samuel
- Sanda
- Sandi
- Sandra
- Sandro
- Sanel
- Sanela
- Sanja
- Santiago
- Sara
- Sarah
- Saraja
- Saša
- Saška
- Saško
- Sašo
- Sava, moško ime
- Sava, žensko ime
- Savica
- Savin
- Savina
- Savka
- Savko
- Savo

### Se
- Sead
- Sean
- Sebastian
- Sebastiana
- Sebastijan
- Sebastjan
- Sebastjana
- Selma
- Sena
- Senad
- Senada
- Sendi
- Senija
- Senja
- Senka
- Sergej
- Sergeja
- Sergij
- Sergija
- Sergio
- Servacij
- Seth
- Severin
- Severina

### Si
- Sibila
- Sibyl
- Sidonij
- Sidonija
- Sijo
- Silva
- Silvan
- Silvana
- Silvano
- Silverij
- Silverija
- Silvester
- Silvestra
- Silvij
- Silvija
- Silvin
- Silvio
- Silvo
- Simeon
- Simeona
- Simo
- Simon
- Simona
- Simonca
- Simonka
- Siniša
- Siobhan
- Sissy
- Skender

### Sl
- Sladjan
- Sladjana
- Slađan
- Slađana
- Slava
- Slaven
- Slavica
- Slaviša
- Slavka
- Slavko
- Slavo
- Slavojka
- Slavoljub
- Slavomir
- Slobodan
- Slobodanka

### Sm
- Smilja
- Smiljan
- Smiljana
- Smiljka

### Sn
- Snežana
- Snežka
- Snežna
- Snježana

### So
- Sofia
- Sofija
- Sonja
- Soraya

### Sp
- Spomenka

### Sr
- Srečka
- Srečko
- Srečo
- Sreten
- Sretko
- Sreto

### St
- Stana
- Stane
- Stanica
- Stanimir
- Stanislav
- Stanislava
- Staniša
- Stanka
- Stanko
- Stanoje
- Stanojka
- Staš
- Staša
- Stašica
- Staška
- Staško
- Stašo
- Stefan
- Stevan
- Stevo
- Stela
- Stina
- Stipe
- Stipo
- Stiv
- Stjepan
- Stoja
- Stojan
- Stojana
- Stojanka
- Stojka
- Stojko

### Su
- Suad
- Suada
- Sue
- Suellen
- Sulejman
- Suljo
- Susanne
- Suvad
- Suvada
- Suzana
- Suzi
- Sumeja

### Sv
- Sven
- Sveta
- Svetislav
- Svetka
- Svetko
- Svetlana
- Sveto
- Svetomir
- Svetozar
- Svetljana
- Svobodan
- Svit